# Tamangueyú
Tamangueyú es una localidad del partido de Lobería, al sur de la provincia de Buenos Aires, Argentina.

## Población
Cuenta con 438 habitantes (Indec, 2010), lo que representa un incremento del 7% frente a los 409 habitantes (Indec, 2001) del censo anterior.
| Gráfica de evolución demográfica de Tamangueyú entre 1991 y 2010 |
|                                                                  |
| Fuente: Censos nacionales del INDEC                              |

## Economía
El movimiento económico del lugar, estuvo ligado al FF.CC., el cual llegaba a Tamangueyú con trenes de carga, formado con vagones de depósito de cereales y embarcaderos con manga para la carga de animales. En la colonia de ferroviarios vivía gran cantidad de empleados que trabajaban en la estación. Ellos se encargaban del arreglo de las locomotoras y de su abastecimiento. 

## Historia
En 1962, Eduardo Suhit donó una parte de su campo para una capilla la cual se inauguró el 11 de enero de 1987, bajo la invocación de Nuestra Señora del Rosario. 
En 1974 surgió la Cooperativa telefónica de Tamangueyú por iniciativa de vecinos de la zona. En educación cuenta con un jardín de infantes y la escuela N.º 12 Juan Bautista Alberdi; en lo deportivo están el Club Social y Deportivo Tamangueyú que se creó en el año 1941, funcionando frente a la estación y contando con cancha de fútbol.

## Distancias
- Distancias: 6 km pavimentados a Lobería por RP 227.